# Marcelo Olivera
Marcelo Olivera (Colonia Victoria, 4 de enero de 1999) es un futbolista argentino. Juega como delantero y su equipo actual es Club Atlético Bartolomé Mitre, del Torneo Federal A.

## Trayectoria

### Quilmes
Olivera empezó a jugar al fútbol en el club Unión Cultural y Deportivo Eldorado de Misiones hasta que Ricardo Kergaravat lo vio jugar y lo llevó a Buenos Aires a probarse cuatro días en Quilmes. Se quedó y desde entonces jugó en las distintas categorías juveniles del club, al cual llegó en 2014 con 15 años y enseguida se adaptó: en Octava marcó 12 goles, en Séptima 13 y en Sexta 20 tantos convertidos, según el campeonato de divisiones inferiores de Argentina. En su etapa en Octava, el entrenador Omar Gómez lo promovió a Reserva, donde debutó frente a Gimnasia y Esgrima La Plata y en 2016 llegó a entrenar con el plantel profesional. A fines de ese año, Olivera fue premiado como Jugador Destacado 2016 y como Goleador de Sexta División según la Comisión de Fútbol Juvenil de la Asociación del Fútbol Argentino.
Llegó a acumular más partidos y goles en la reserva de Quilmes hasta que el 21 de junio de 2017, sin contrato, debutó en Primera División ante Arsenal (2-2 en el Estadio Centenario) porque el técnico de turno, Cristian Díaz, lo puso en lugar de Gabriel Ramírez a los 78 minutos. Lo que restaba de ese año y durante el 2018 (año en que Quilmes jugaba en segunda división), Olivera alternó en Quinta, Cuarta y Tercera.

### Universidad de San Martín
En enero de 2019, Olivera apareció en los entrenamientos de la Universidad de San Martín de Perú, al tener cumplidos 20 años y sin haber firmado contrato con Quilmes, al menos por el momento, según decisión de la directiva. Según la legislación vigente, cuando un jugador cumple los 20 años, si el club no le firma o no le firmó el primer contrato, el juvenil puede irse a un club de un país diferente al del club de origen como jugador libre.
En definitiva, Olivera no volvió el 3 de enero a los entrenamientos de Quilmes por no tener contrato, el 4 de enero cumplió 20 años y se sumó a la USMP. Quilmes, a través de la AFA, intentó una protesta del caso ante la Liga Peruana. Eventualmente, Olivera hizo la pretemporada con San Martín, anotando goles en amistosos y firmando contrato como jugador libre el 10 de febrero de 2019, convirtiéndose en el sexto fichaje del club para la campaña.
El 16 de febrero debutó con el club en el empate 1 a 1 contra UTC, convirtiendo también su primer tanto en Perú y a nivel profesional. Aunque empezó a gozar de mucha regularidad, una lesión en junio lo alejó de las canchas durante toda la temporada 2019, volviendo a jugar en febrero de 2020 nuevamente, luego de más de 7 meses de para.

### Estudiantes de Río Cuarto
Durante el año 2021 y una parte del año 2022, prestó servicios como futbolista en el equipo Estudiantes (RC), jugó 13 partidos y convirtió 1 gol en el conjunto cordobés.

### Sportivo Las Parejas
Durante los últimos 6 meses del año 2022, fue cedido al equipo Sportivo Las Parejas, club en el cual disputó 18 partidos del Torneo Federal A y marcó 3 goles.

### Villa Dálmine
Durante el año 2023 fue cedido al club Villa Dálmine, donde disputó 21 partidos durante el Campeonato de Primera Nacional 2023 y convirtió 2 goles.

### Independiente de Chivilcoy
Para el año 2024, llegó a Independiente de Chivilcoy.Durante esa temporada del  Torneo Federal A, logró ser el goleador del conjunto rojo. En total disputó 28 partidos y marcó 14 goles, siendo uno de los goleadores del torneo.

### Club Atlético Bartolomé Mitre de Posadas
Al finalizar como goleador del Torneo Federal A 2024, firmó contrato con el Club Atlético Bartolomé Mitre de Posadas, equipo que milita en el Torneo Regional Federal Amateur.

## Vida personal
Del fútbol argentino ha afirmado tener como referentes a Ricardo Noir y Cristian Pavón.

## Estadísticas
- Actualizado hasta el 2 de agosto de 2024.

| Quilmes Argentina | 1.ª                 | 2016-17             | 1   | 0  | 0 | 0 | - | - | 1   | 0  | 0    |
| Quilmes Argentina | 2.ª                 | 2017-18             | 0   | 0  | - | - | - | - | 0   | 0  | 0    |
| Quilmes Argentina | 2.ª                 | 2018-19             | 0   | 0  | - | - | - | - | 0   | 0  | 0    |
| Quilmes Argentina | Total club          | Total club          | 1   | 0  | 0 | 0 | - | - | 1   | 0  | 0    |
| Universidad San Martín · Perú | 1.ª                 | 2019                | 13  | 3  | - | - | - | - | 13  | 3  | 0.23 |
| Universidad San Martín · Perú | 1.ª                 | 2020                | 5   | 0  | - | - | - | - | 5   | 0  | 0    |
| Universidad San Martín · Perú | Total club          | Total club          | 18  | 3  | - | - | - | - | 18  | 3  | 0.17 |
| Estudiantes (RC) Argentina | 2.ª                 | 2021                | 7   | 1  | 0 | 0 | - | - | 7   | 1  | 0.14 |
| Estudiantes (RC) Argentina | 2.ª                 | 2022                | 6   | 0  | - | - | - | - | 6   | 0  | 0    |
| Estudiantes (RC) Argentina | Total club          | Total club          | 13  | 1  | 0 | 0 | - | - | 13  | 1  | 0.08 |
| Sportivo Las Parejas Argentina | 3.ª                 | 2022                | 13  | 3  | - | - | - | - | 17  | 3  | 0.23 |
| Sportivo Las Parejas Argentina | Total club          | Total club          | 13  | 3  | - | - | - | - | 17  | 3  | 0.23 |
| Villa Dálmine Argentina | 2.ª                 | 2023                | 21  | 2  | - | - | - | - | 21  | 2  | 0.1  |
| Villa Dálmine Argentina | Total club          | Total club          | 21  | 2  | - | - | - | - | 21  | 2  | 0.1  |
| Nacional (PP) Argentina | 4.ª                 | 2023-24             | 4   | 2  | - | - | - | - | 4   | 2  | 0.5  |
| Nacional (PP) Argentina | Total club          | Total club          | 4   | 2  | - | - | - | - | 4   | 2  | 0.5  |
| Independiente (Ch) Argentina | 3.ª                 | 2024                | 28  | 14 | 1 | 0 | - | - | 29  | 14 | 0.35 |
| Independiente (Ch) Argentina | Total club          | Total club          | 28  | 14 | 1 | 0 | - | - | 29  | 14 | 0.35 |
| Total en su carrera | Total en su carrera | Total en su carrera | 102 | 25 | 1 | 0 | - | - | 103 | 25 | 0.2  |
| (1) Las copas nacionales se refiere a la Copa Argentina. (2) Las copas internacionales se refiere a la Copa Libertadores y a la Copa Sudamericana. (3) Media de goles por encuentro. No incluye goles en partidos amistosos. |                     |                     |     |    |   |   |   |   |     |    |      |

### Distinciones individuales
| Distinción                                | Año  |
| ----------------------------------------- | ---- |
| Goleador del Torneo Federal A (14 goles). | 2024 |